# Infuuspomp

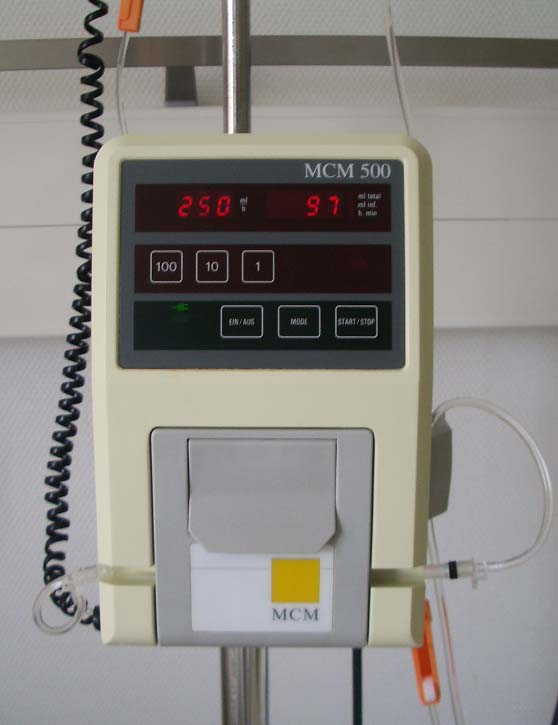
Een infuuspomp

Een infuuspomp is een type pomp die gebruikt wordt bij een infuus om de toediening en de toedieningssnelheid van een substantie (zoals bloedcellen, plasma, bloed, zout- en glucoseoplossingen en medicatie) te regelen.
Er zijn verschillende soorten pompen voor toediening van vloeistoffen uit spuiten, medicatiecassettes of infuuszakken. De medische wereld onderscheidt de volgende infuuspompen:
- Niet-draagbare infuuspompen of stationaire pompen, die aan een infuusstandaard of op een nachtkastje bevestigd worden voor de infuusbehandeling bij bedlegerige patiënten.
- Draagbare infuuspompen, bestaande uit:
  - Pompen, waarbij de infuusvloeistof in een medicatiecassette zit;
  - Spuitenpompen, waarbij op het pompmechanisme een spuit met medicatie wordt geplaatst;
  - Elastomere infuussystemen (disposable systeem), bijvoorbeeld een ballonpomp, waarbij de vloeistof met een constante, maar per infuussysteem niet te variëren snelheid wordt toegediend.